# Ludwigia dodecandra
Ludwigia dodecandra är en dunörtsväxtart som först beskrevs av Dc., och fick sitt nu gällande namn av E.M. Zardini och P.H. Raven. Ludwigia dodecandra ingår i släktet ludwigior, och familjen dunörtsväxter. Inga underarter finns listade i Catalogue of Life.